# Hípica als Jocs Olímpics d'estiu de 1900 - Salt d'alçada
El salt d'alçada va ser una de les proves d'hípica dels Jocs Olímpics d'Estiu de 1900. Hi van prendre part divuit participants, però sols es coneix el nom de cinc d'ells. Dels tretze que queden se sap que sis eren francesos, tres belgues, tres italians i un rus.

## Medallistes
| Or                                                             | Plata        | Bronze                           |
| Dominique Gardères · Canéla Giovanni Giorgio Trissino · Oreste | no s'entrega | · Georges van der Poële · Ludlow |

## Resultats
| Posició | Genet                     | Cavall     | Alçada     |
| ------- | ------------------------- | ---------- | ---------- |
| Or      | Dominique Gardères        | Canéla     | 1,85m      |
| Or      | Giovanni Giorgio Trissino | Oreste     | 1,85m      |
| Bronze  | Georges van der Poële     | Ludlow     | 1,70m      |
| 4       | Giovanni Giorgio Trissino | Mélepo     | 1,70m      |
| 5-18    | Hermann John Mandl        | desconegut | desconegut |
| 5-18    | 13 participants més       |            |            |